# Berhardina Midderigh-Bokhorst
Berhardina Midderigh-Bokhorst, née le 31 mai 1880 à Surabaya, Java et morte le 20 juin 1972 à Wassenaar, est une peintre, illustratrice et designeuse néerlandaise. Elle est connue surtout pour ses illustrations de livres et magazines pour la jeunesse. Elle est une féministe convaincue et dessine des modèles de vêtements dans le courant de la réforme vestimentaire. Elle publie aussi, notamment, des cartes postales, sous le pseudonyme de Hannie Holt. 

## Biographie

### Jeunesse et formation
Johanna Berhardina Bokhorst, dite Dien, est né le 31 mai 1880 à Surabaya. Ses parents sont Hendrik Bokhorst (1833–1885), officier de l' armée des Indes orientales à Java, et Johanna Berhardina Holtgrave (1842–1915). Après la mort de son père en 1885, la famille retourne à Deventer aux Pays-Bas,.
À partir de 1892 environ, Berhardina Bokhorst fréquente le lycée de filles de La Haye. A quatorze ans, elle s'inscrit au cours d'hiver de l'Académie royale des beaux-arts de La Haye où elle fréquente la classe féminine jusqu'en 1895. Entre 1897 et 1899, elle obtient le certificat MO (MO-opleiding : cours de formation pour les enseignants de l'enseignement secondaire néerlandais). Elle suit ensuite une autre année de cours de dessin d'après modèle vivant avec le peintre Frits Jansen (nl),. 

### Carrière professionnelle
Dès 1899, Berhardina Bokhorst dessine des modèles de vêtements pour le magazine de la Vereeniging voor Verbetering van Vrouwenkleeding (Association pour l'amélioration du vêtement féminin),. Elle réalise également des dessins de vêtements de réforme pour le magazine « Schoonheid door Gezondheid » (La beauté par la santé).
De 1902 à 1904, elle est professeure de dessin à la "Dagteeken-en Kunstambachtschool voor meisjes" à Amsterdam et illustre des livres pour enfants,.Le 18 avril 1905, Berhardina Bokhorst épouse à La Haye Jean-Jacques Midderigh (1877-1970), dessinateur, professeur et peintre né à Paris,  rencontré lors de ses cours de dessin avec Frits Jansen. Elle abandonne l'enseignement et le couple s'installe à Flardingue. Son mari travaille comme professeur d'art dans des écoles de Rotterdam et de Flardingue, ainsi qu'à l'académie de La Haye. Ils ont deux enfants, Hannie (1906) et Bernard (1911).
Berhardina Midderigh-Bokhorst, comme elle se fait désormais appeler, continue à travailler comme artiste tout au long de sa vie
Elle réalise des illustrations pour des livres pour enfants, s'inspirant souvent de son environnement familial, travaille comme illustratrice de mode pour divers magazines et s'implique dans le mouvement féministe. En 1927, le couple s'installe à Wassenaar, où ils passent le reste de leur vie. 

## Associations
Berhardina Midderigh-Bokhorst est, entre autres, membre du Veereniging voor Ambachts- en Nijverheidskunst (VANK, Association pour l'artisanat et les arts industriels) à partir de 1910, du Vereeniging voor Verbetering voor Vrouwenkleding (Association pour l'amélioration du vêtement féminin), de la branche de La Haye du Vereeniging voor Vrouwenkiesrecht (Association pour le droit de vote des femmes) et du club de peinture "Ons Doel Is Schoonheid" (ODIS, notre but est la beauté) au Damesleesmuseum (nl) de La Haye et, à partir de 1929, elle est membre des Soroptimistes de La Haye.  
Berhardina Midderigh-Bockhorst siège dans la Commission pour la littérature de jeunesse pour l'exposition "De vrouw 1813-1913" et dans la Commission Livres illustrés et planches pour l'exposition "Schoonheid in het leven van het volkskind" à La Haye en 1914.  

## Carrière artistique

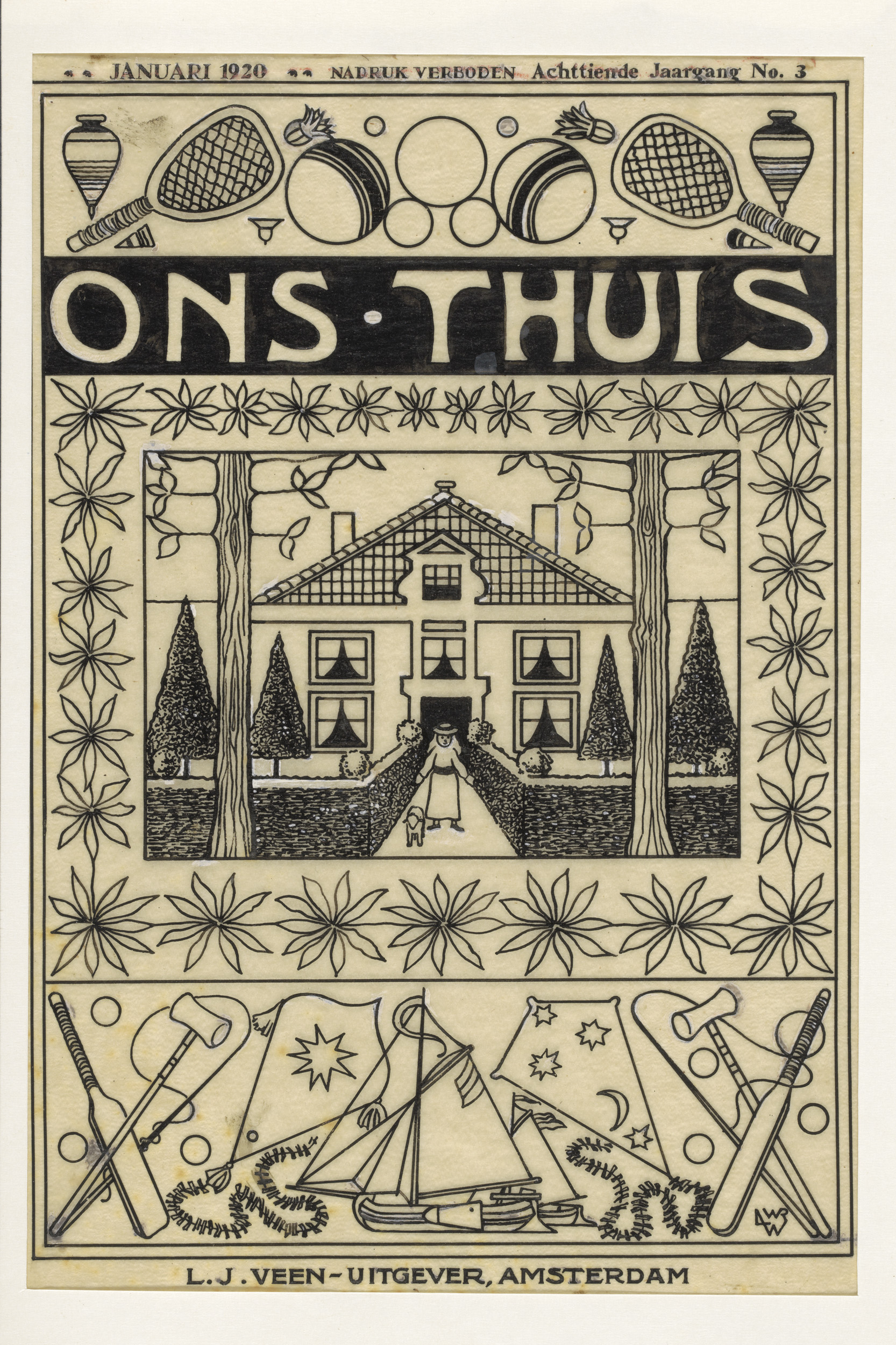
Notre maison, 1920

Berhardina Midderigh-Bokhorst est une artiste multimedia. Elle utilise diverses techniques telles que la peinture, l'illustration, l'aquarelle, le dessin à la plume et au pastel, la lithographie et la création de vêtements. « De plus, sa polyvalence dans divers domaines artistiques est saluée, avec ses illustrations allant des scènes enfantines aux femmes militantes. »,.

### Vêtements de réforme
Dès sa fondation en 1899, Berhardina Bokhorst est membre de la Vereeniging voor Verbetering van Vrouwenkleeding (nl) (Association pour l'amélioration du vêtement féminin) qui milite pour permettre aux femmes de porter des vêtements qui leur permettent de bouger librement et de se passer de corset. Elle leur propose des vêtements de bon goûts, sains, pour tous les âges et toutes les silhouettes et en toute saison. Elle conçoit des dessins de mode de vêtements de réforme pour le magazine mensuel de l'association,.
Au début, ses figures et ses modèles sont dessinés de manière assez vague, mais à partir de 1902, elle développe un style de plus en plus puissant. Elle réalise également des dessins de vêtements de réforme pour le magazine « Schoonheid door Gezondheid » (La beauté par la santé),.

### Dessins de mode
Entre 1906 et 1932, Berhardina Midderigh-Bokhorst travaille comme dessinatrice de mode pour le magazine  De Vrouw en haar Huis (La Femme et sa Maison), fondée par Elisabeth Rogge (nl). Elle réalise plus de la moitié des illustrations de la rubrique mode, dont Elisabeth Rogge rédige les textes.

### Illustration pour la jeunesse
Entre 1902 et 1942, elle illustre également des magazines pour la jeunesse tels que Onze Kinderen  (Nos enfants), Kindercourant van het Nieuws van den Dag (Les Nouvelles du jour pour les enfants) et  Zonneschijn  (Rayon de soleil).
Mais, principalement, elle illustre des livres pour enfants, des albums pour les tout-petits, des livres pour les petites filles et des contes de fées comme Pomegranate House d'Oscar Wilde (1909) et la série Stijfkopje. À partir de 1909, elle contribue à de nombreux volumes de la collection « Voor 't kleine volkje » (Pour les petits), publiée par G.B. van Goor Zonen,. Dans cette activité, elle travaille souvent en collaboration avec son mari : elle détermine la composition et dessine les personnages, tandis que lui s'occupe du fond et des lettres décorées. ils signent « B. et J. Midderigh-Bokhorst ». Ensemble, ils illustrent plusieurs recueils de contes de fées, dont les contes de Grimm, édités en quatre volumes par Martha van Vloten (nl) entre 1906 et 1910. Ils dessinent également ensemble les grandes planches d'un grand nombre de récits historiques d'auteurs, comme les récits de Marie Boddaert (nl), plusieurs fois réédités.

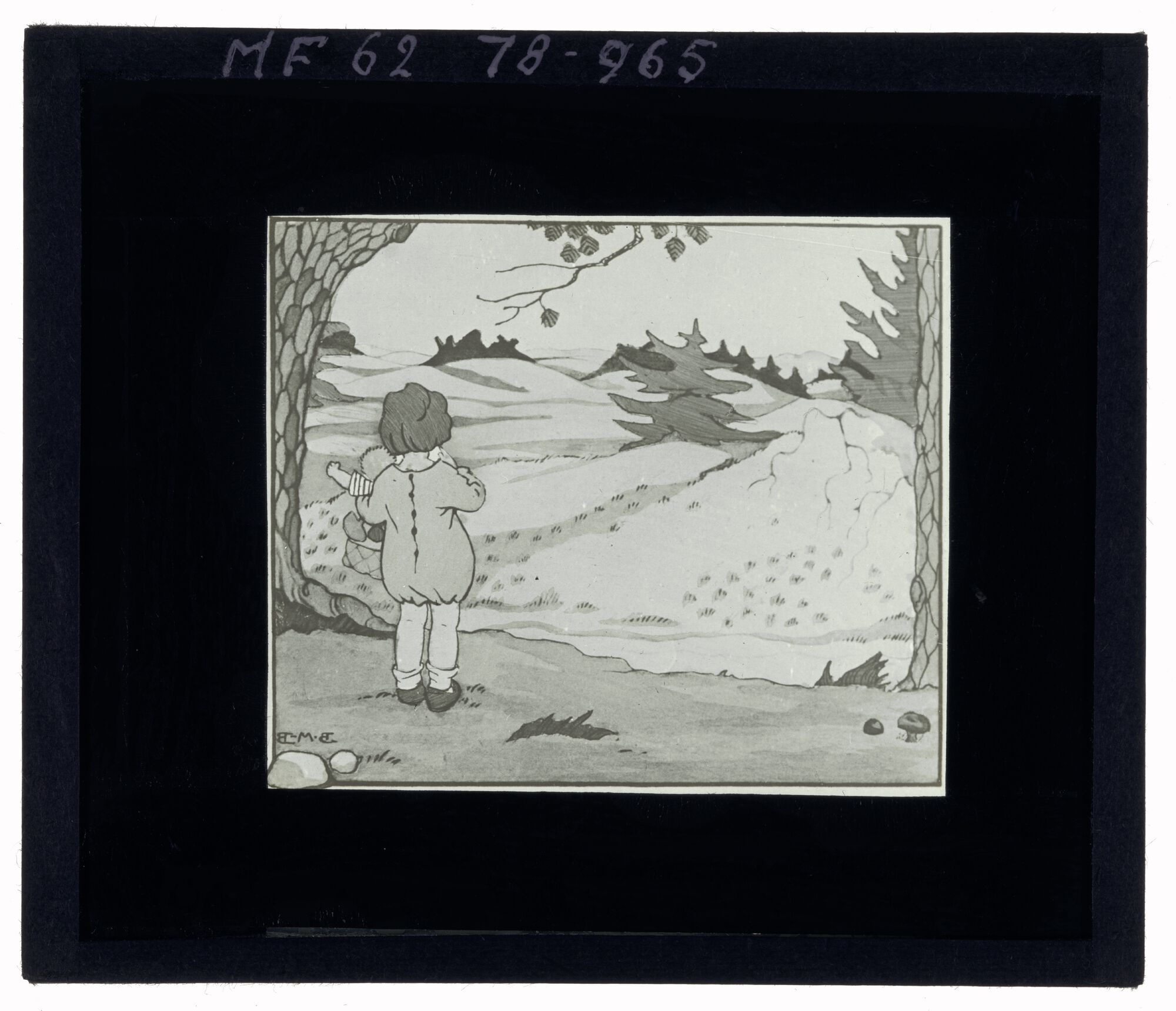
Diapositive positive sur verre pour lanterne magique

Berhardina Midderigh-Bokhorst écrit elle-même les textes de certains albums, s'inspirant d'histoires qu'elle raconte à ses enfants,. 
Dans les années 1920, Berhardina Midderigh-Bokhorst est une  personnalité reconnue de l'illustration jeunesse. Elle travaille pour plusieurs éditeurs, dont la très ancienne maison van Goor (nl), qu'elle a convaincue de se lancer dans la publication de livres pour enfants. Malgré quelques critiques plus réservées, elle est très appréciée. D.L. Daalder la considère comme l'une des « illustratrices les plus remarquables » de la première moitié du XXe siècle (dans Wormcruyt met suycker, 1950), .  « [...] en tant que conteuse, elle atteint l'idéal de simplicité raffinée et, par la délicatesse de son dessin, de ses couleurs et de ses nuances, elle surpasse les plus belles œuvres jamais réalisées par Rie Cramer et d'autres. » (H. Van Tichelen). 

### Autres illustrations
Berhardina Bokhorst-Midderigh crée également des planches pour cartes postales et calendriers, ainsi que des planches murales pour chambres d'enfants. La plupart de ses cartes postales sont publiées par Weenenk & Snel à La Haye. Entre 1916 et 1920 environ, au moins une série de 24 cartes pour enfants, une autre série de 12 cartes pour enfants et deux séries de 12 cartes pour adultes sont publiées. Dans les années 1940, des dizaines de cartes postales fantastiques pour enfants sont publiées par Van Leers et d'autres sous le pseudonyme de Hannie Holt, du nom de sa fille Hannie et de sa mère Holtgräve.
En 1913, des cartes postales représentant des peintures murales de B. Midderigh-Bokhorst ont été émises pour l'exposition « De Vrouw 1813-1913 » à Amsterdam. 

### Publicité
Dans les années 1920, Berhardina Bokhorst-Midderigh commence à travailler pour la publicité. Elle réalise des affiches et des catalogues illustrés pour des des entreprises néerlandaises et internationales. Elle adapte son style à la demande, par exemple, très moderniste pour Vim, plus traditionnelle pour le savon Sunlight.

### Autres activités artistiques
Berhardina Bokhorst-Midderigh réalise des peintures murales pour des écoles et des chambres d'enfants ou encore, un pavillon pour l'exposition De Vrouw. A un âge déjà avancé, elle en réalise encore pour l'école d'agriculture de Zoetermeer en 1955.  
Elle réalise également des portraits et des œuvres indépendantes : aquarelles, dessins à la plume, eaux-fortes et lithographies et écrit et illustre un livre sur les pierres précieuses. 
Elle conçoit un berceau en rotin pour son premier enfant en 1907, ce qui fait d'elle la première femme aux Pays-Bas à fabriquer des meubles en osier indien.  

## Publications
(pour une liste plus étendue, voir Digitale Bibliotheek voor de Nederlandse Letteren
Berhardina Midderigh-Bokhorst a illustré plus de 500 livres, dont :
- (nl) Catharina van Rennes, Heidekoninginnetje. Een klaviersprookje. Jac. van Rennes, Utrecht 1902, Utrecht, Jac. van Rennes, 1902 (lire en ligne)
- (nl) Suze Maathuis-Ilcken, Bennie's Prentenboek, Gouda, G.B. Van Goor Zonen, 1920 (lire en ligne)
- (nl) Hoe Wortelmannetje de wereld zag, Gouda, GB van Goor, 1922 (lire en ligne)
- (nl) Bleyle's prentenboek, 1926 (lire en ligne)

## Expositions (sélection)
À partir de 1906, Berhardina Midderigh-Bokhorst expose régulièrement aux Pays-Bas et à l'étranger, notamment au Stedelijk Museum d'Amsterdam et au Haagse Kunstkring (nl) à La Haye.
- 1906 : Amsterdam (illustrations de partitions)[1]
- 1907 : La Haye (œuvre graphique)[1]
- 1912 : Dordrecht (conceptions et dessins pour les couvertures de livres et les illustrations)[1]
- 1913 : De Vrouw 1813–1913 (en), Amsterdam[3]
- 1914 : Internationale Tentoonstelling van het Boek en de Graphische vakken (Exposition du graphisme et du commerce du livre), Leipzig[1]
- 1916 : Fototentoonstelling van Nederlandsche Bouw-, Sier- en Nijverheidskunst, Copenhague[1]
- 1919 : Jaarbeurs voor kunstnijverheid, Stedelijk Museum Amsterdam[6]
- 1982 : Musée central d'Utrecht[7]
- 2012 : Twee handen aan éénzelfde teekening, Hollandia Galerie, Vlaardingen[2]

Berhardina Midderigh-Bokhorst est récompensée par une médaille d'or pour ses décorations et reliures de livres à l' Exposition universelle de Bruxelles de 1910. Le Centraal Museum d'Utrecht compte des œuvres de Berhardina Midderigh-Bokhorst dans ses collections. Elle obtient également une mention honorable à l'exposition de Leipzig en 1914.